# 懷利河

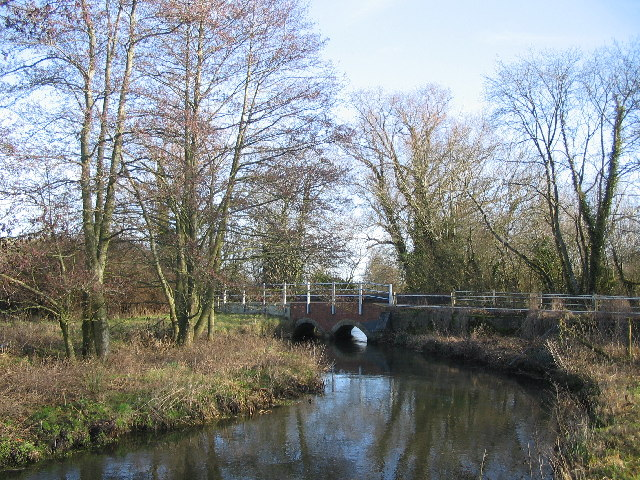

懷利河（/ˈwaɪli/）是英格蘭南部的一條白堊溪，清澈的河水流過礫石。飛蠅釣很受釣客的歡迎。沃明斯特半英里長的河流和三個湖泊是當地的自然保護區。

## 概述
懷利河發源於威爾特郡西南部梅登布拉德利以南的白席唐斯丘陵 (White Sheet Downs)下方，然後向北流經上德弗里爾斯(Upper Deverills)。一條為人造海鷗湖提供水源的支流在克羅克頓附近匯合。在沃明斯特的南緣，河流轉向大致東南東流，流經中威耶山谷，A36公路和威塞克斯干線也在其中。河流穿過或觸及畢肖普斯特羅、諾頓·巴萬特、海茨伯里、克努克、厄普頓洛弗爾、博伊頓、科德福德、斯托克頓、懷伊和威爾頓。在威爾頓，懷利河到達終點，注入納德河，該河本身流入漢普郡雅芳河。最終流入克賴斯特徹奇的英吉利海峽。
懷利河是雅芳河流域的一部分，由數條冬季河流供水，這些河流通常在夏季完全乾涸。